# Tablica množenja

Tablica množenja matematička je tablica, koja se koristi za definiranje operacije množenja za algebarski sustav.
Tablica decimalnog množenja tradicionalno se uči kao bitan dio elementarne aritmetike širom svijeta, jer postavlja osnovu za aritmetičke operacije s brojevima baze deset. U školi se uči memorirati tablicu obično do 9 × 9.
Najstarije poznate tablice množenja koristili su Babilonci prije oko 4000 godina. Međutim, koristili su bazu od 60. Najstarije poznate tablice s bazom od 10 kineske su decimalne tablice množenja na bambusovim trakama koje datiraju iz oko 305. godine pr. Kr., tijekom razdoblja kineskih zaraćenih država.
Tablica množenja ponekad se pripisuje drevnom grčkom matematičaru Pitagori (570.–495. pr. Kr.) Na mnogim jezicima naziva se i Pitagorina tablica (npr. francuski, talijanski i ruski), ponekad i na engleskom. Grčko-rimski matematičar Nikomak (60. – 120. godine), sljedbenik neopitagoreizma, uključio je tablicu množenja u svoj „Uvod u aritmetiku”, dok je najstarija preživjela grčka tablica množenja na voštanoj tablici iz 1. stoljeća i trenutno je smještena u Britanskom muzeju.
Godine 493., Viktorije od Akvitanije napisao je tablicu množenja s 98-kolona, koja je dala (u rimskim brojevima) proizvod svih brojeva od 2 do 50 i redovi su bili „popis brojeva koji počinju s jednom tisućom, spuštajući se za po stotinu do sto, zatim se spuštajući za po deset do deset, zatim za po jedan do jedan, a zatim frakcije do 1/144.”
U knjizi iz 1820. godine s naslovom „Filozofija aritmetike”, matematičar John Leslie objavio je tablicu množenja do 99 × 99, koja omogućava da se brojevi množe u parovima brojki odjednom. Leslie je također preporučio mladim učenicima, da zapamte tablicu množenja do 50 × 50. 
Ilustracija prikazuje tablicu do 12 × 12:
| ×  | 1  | 2  | 3  | 4  | 5  | 6  | 7  | 8  | 9   | 10  | 11  | 12  |
| -- | -- | -- | -- | -- | -- | -- | -- | -- | --- | --- | --- | --- |
| 1  | 1  | 2  | 3  | 4  | 5  | 6  | 7  | 8  | 9   | 10  | 11  | 12  |
| 2  | 2  | 4  | 6  | 8  | 10 | 12 | 14 | 16 | 18  | 20  | 22  | 24  |
| 3  | 3  | 6  | 9  | 12 | 15 | 18 | 21 | 24 | 27  | 30  | 33  | 36  |
| 4  | 4  | 8  | 12 | 16 | 20 | 24 | 28 | 32 | 36  | 40  | 44  | 48  |
| 5  | 5  | 10 | 15 | 20 | 25 | 30 | 35 | 40 | 45  | 50  | 55  | 60  |
| 6  | 6  | 12 | 18 | 24 | 30 | 36 | 42 | 48 | 54  | 60  | 66  | 72  |
| 7  | 7  | 14 | 21 | 28 | 35 | 42 | 49 | 56 | 63  | 70  | 77  | 84  |
| 8  | 8  | 16 | 24 | 32 | 40 | 48 | 56 | 64 | 72  | 80  | 88  | 96  |
| 9  | 9  | 18 | 27 | 36 | 45 | 54 | 63 | 72 | 81  | 90  | 99  | 108 |
| 10 | 10 | 20 | 30 | 40 | 50 | 60 | 70 | 80 | 90  | 100 | 110 | 120 |
| 11 | 11 | 22 | 33 | 44 | 55 | 66 | 77 | 88 | 99  | 110 | 121 | 132 |
| 12 | 12 | 24 | 36 | 48 | 60 | 72 | 84 | 96 | 108 | 120 | 132 | 144 |